# 아일랜드 (2004년 드라마)
《아일랜드》는 2004년 9월 1일부터 2004년 10월 21일까지 MBC에서 방영한 수목 미니시리즈 드라마이다.
드라마 《네 멋대로 해라》의 인정옥 작가와 배우 이나영이 이 드라마를 통해 다시 만나게 되었다. 시청률은 10% 내외였으며, 인터넷 검색 순위에서 드라마 부분 1위를 기록하기도 하였다.

## 줄거리
세 살 때 아일랜드계 미국인 가정으로 입양되고 이후 북아일랜드로 이주하여 인턴을 하고 있던 이중아(이나영 분)는 IRA(급진주의 아일랜드 공화국군) 단원인 오빠 때문에 가족이 살해당하는 현장을 목격하나 가족을 외면한다. 그 자책감 때문에 그곳을 떠나 오빠 피터와 함께 오기로 했던 한국을 혼자 오게 되는데, 비행기 안에서 강국을 만나게 된다. 경호원 강국(현빈 분)은 어릴 때 소풍을 갔다가 교통사고로 부모를 잃게 되고 누군가에게 도움을 주는 걸 좋아한다. 중아가 잃어버린 여권을 줍게 되고 그녀에게 돌려주면서 둘의 인연은 시작된다. 이 둘은 1년이 지난 지금은 결혼한 사이다.
재가한 엄마의 집에서 빌붙어 살던 건달인 이재복(김민준 분)은 살던 집에서 나와 촬영장에 놀려갔다가 만난 시연의 집으로 들어가 살게 된다. 에로배우 한시연(김민정 분)은 어린 나이에 팽귄 같은 가족들을 먹여살리며 살고 있다. 이 둘은 지금은 동거중이다.
이들 두 커플의 관계가 중아와 재복이, 국과 시연이 우연히 만나게 되고 어긋난 사랑으로 흘러가면서 서로의 배우자가 누구인지를 알지 못한 채 엇갈린 만남을 계속한다. 그러나 남매일지 모를 중아와 재복이 때문에 가족과 운명, 사랑 속에서 혼란을 겪게 된다.

## 등장 인물

### 주요 인물
- 이나영 : 이중아(27세) 역 (아역 원소현)

지적이며 히피적 기질이 있고, 하는 짓이나 정신상태나 다소 맛이 갔다. 3살 때 미국으로 입양되어 아일랜드계 미국인 가정에서 자랐으며 아일랜드로 이주 후 그곳에서 인턴생활을 하며 행복하게 살았다. 그러나 IRA 단원인 오빠로 인해 가족 모두가 보복살해당할 때 가족을 외면했다는 자책감으로 그곳을 떠나 한국에 왔다. 공항에서 만난 국과 함께 한 지 1년 반이다. 누군가를 보호해야만 직성이 풀리는 이 남자가 고맙고 좋은 사람임을 알지만 아직도 그녀는 방황한다. 그에게 미안하다. 그녀는 그와 쓸쓸한 사랑을 나눈다.
- 김민준 : 이재복(33세) 역 (아역 윤찬)

재가한 어머니와 미국으로 입양 보냈다는 여동생 한 명이 그의 가족이다. 말만 앞서고 실행이 없으며 실업자에 비굴하기까지 하다. 어머니만 다치지 않게, 자신은 아무런 의미없는 먼지처럼 그냥 최소한의 인생을 살면 되었다. 그러나 중아를 만나고나서 자신의 초라함을 깨닫고 누군가에게 빌붙지 않고 혼자서 뭘 해보고 싶어진다. 우연히 국을 만나 그를 인생의 스승으로 삼아 경호원이 되려 한다.
- 김민정 : 한시연(21세) 역 (아역 임지민)

어린 시절은 제법 유복한 가정의 맏딸로 자랐으나 아버지의 사업이 망하자 펭귄 같은 가족 모두가 그녀에게 빌붙여살고 있다. 백수 건달이지만 그녀의 마음을 제대로 짚어주는 재복과 동거중이다. 에로배우인 그녀는 유명감독에게 발탁되어 영화를 찍게 되고 제작발표회날 사람들에게 떠밀려 넘어지려는 그녀를 보호해주는 국에게 '뻑'가게 된다. 답답한 이 남자의 등을 토닥이고 싶어진다. 슬픈 눈빛이 자꾸만 그녀의 눈 속에 남는다.
- 현빈 : 강국(28세) 역 (아역 최장우)

어렸을 때 소풍을 가다가 차사고로 부모을 잃고 아버지의 절친한 친구인 목사 밑에서 자랐다. 어린시절 워낙 병약해서 엉뚱한 초상화쟁이의 지도로 무술을 배웠다. 초상화쟁이처럼 그림을 그리고 싶었지만 경호원이 됐다. 타인에게 가치 있는 일을 한다는 것은 그의 태생적인 즐거움인 것 같다. 그는 사회의 경호원이자 중아의 경호원이다. 그녀가 곁에 있어 행복한 순간의 백미는 그가 부상을 당했을 때 그녀의 붕대가 그의 마음까지 단단히 묶어 주었다. 그녀와는 이렇게 아픔 나누는 사랑을 한다.

### 중아의 주변 인물
- 이대연 : 노동석(43세) 역 - 중아가 근무하는 병원의 병원장이며 의사다.
- 임예진 : 권병란(45세) 역 - 동석의 아내이며 같은 병원에서 근무하는 의사다.

### 재복의 주변 인물
- 이휘향 : 김부자(48세) 역 - 재복의 어머니이며 입양 보낸 딸을 찾는 게 인생의 전부다.
- 김인태 : 한성만(63세) 역 - 부자의 남편이며 기관사다.

### 국의 주변 인물
- 김창완 : 문재석(50세) 역 - 국을 키워준 목사이며 지금은 대학로에서 초상화를 그리고 있다.
- 송승환 : 박사장(박재성) 역 - 국이 경호하고 있는 호텔의 사장이다.
- 박광정 : 조 부장 역 - 국이 경호하던 호텔 직원이며, 폭발 사고로 화상을 입고 퇴사한 후 거리화가가 된다.
- 윤지혜 : 고양숙(20세) 역 - 국이 근무하는 경호회사 대표이며 경호원이다. 국을 좋아한다.
- 조달환 : 백기웅(22세) 역 - 국의 후배이며 경호원이다. 시를 쓴다. 양숙을 좋아한다.

### 시연의 주변 인물
- 김성겸 : 시연의 아버지 역 - 꽃을 좋아한다.
- 윤여정 : 시연의 어머니 역 - 돈을 밝힌다.
- 서지석[2] : 한시민 역 - 시연의 첫째 남동생. 전문대생
- 김소영 : 한시채 역 - 시연의 첫째 여동생. 중학생. 시해와 쌍둥이
- 이수윤 : 한시해 역 - 시연의 둘째 여동생. 중학생
- 한성진(아역) : 한시경 역 - 시연의 막내 남동생. 초등학생

### 그 외 인물
- 김태영 : 박사장 옆에서 항상 보좌하는 비서실장
- 이원용 : 박사장의 내연녀인 이지연의 아버지. 국에게 계란을 던진 남자
- 박철민 : 에로감독
- 김현정 : 중아가 근무하는 병원 간호사
- 조동희 : 시연이 주연한 영화 “미스테리 허영자”의 김세영 감독
- 김도자 : 영화 “미스테리 허영자” 영화사 피디

### 특별출연
- 변정수 : 1회. 시연이 헬스장에서 시비를 거는 연예인[3]
- 지상렬 : 2회. 에로배우
- 김성주 : 3회. 사람찾기 방송 아나운서
- 황보 : 6회, 7회. 국이 경호하는 연예인

### 단역
- 안세미(김효서) : 1회. 스튜디어스
- 강보라 : 2회. 시연이 영화촬영 현장의 미용담당
- 김광규 : 2회. 중아가 한강에 뛰어들기 전에 찝쩍대는 남자
- 신귀식 : 2회. 박사장의 이복형
- 이정성 : 2회. 시연이 다리를 치료받기 위해 간 병원의 의사로, 노동석의 친구
- 김광인 : 5회, 16회. 시연이 오디션 보는 드라마 감독
- 정지순 : 5회, 16회. 시연이 오디션 보는 드라마 조감독
- 최윤준 : 3회. 택시기사
- 표철환 : 5회. 스토커(황보). 재복의 목을 다치게 함
- 박규점 : 6회. 성만의 아들
- 이현숙 : 6회. 성만의 며느리
- 전해룡 : 6회. 에로감독
- 김원배 : 14회. 강국의 모교 은사
- 이승훈 : 15회, 16회. 시연의 매니저

## 작가 인정옥의 인터뷰
본작의 작가 인정옥은 《2004 MBC 연기대상》에서 다음과 같이 인터뷰하였다.
- 중아와 재복의 친남매 여부에 대해서, "그것은 안 가르쳐주겠다. 남매로서의 사랑을 도저히 감당 못 한다면 남매가 아니라고 해도 된다. 그것은 시청자들의 몫으로 돌리고 싶다." 라고 하였다.
- 중아가 말하는 "한 남자"에 대해서, "한 남자는 재복이다. 강국팬과 재복팬들이 따로 존재해서, 팬들의 입장에서 해답들을 찾으려고 했던 것 같다." 라고 하였다.
- 마지막회에서 재복, 시연, 국이 흑백톤의 어린이로 등장한 이유에 대해서는, "한국땅에서 그 많은 상처를 가지고, 그리고 그게 어린 시절의 상처들, 그리고 과거들이다. 그런 것들을 이제 성장한 타인을 통해서 보상받고 스스로 치유를 하는 의미였다." 라고 하였다.
- 어린 중아만 컬러톤으로 등장한 이유에 대해서는 중아가 한국땅이 아니라 다른 곳에 있었으며, 세 명과 차별화를 시키기 위함이라 밝혔다.

한편 인정옥은 각 배우들을 캐스팅한 이유에 대해서도 밝혔다.
- 이나영을 캐스팅한 이유에 대해서는, "처음부터 이나영을 염두에 두고 썼다. 그녀가 그동안 배우로서 보여준 범위가 넓지 않았는데, 보여주지 않은 다른 것을 이 작품에서 벗겨 보고 싶었다. 이나영이란 배우가 어디까지 스펙트럼을 넓힐 수 있을지 시험해보겠다."[4]라고 하였다.
- 현빈에 대해서는 "시트콤을 봤는데 너무나 예쁘게 생겼고, 어투도 좋아서 김진만 감독에게 추천했다."[5]라고 하였으며, 김민준에 대해서는 "브라운관을 통해서 본 김민준의 공허한 표정들은 남달랐다. 사람들이 좀 더 그의 매력을 더 느낄 수 있도록 만들고 싶었다."[5] 라고 하였다.

## OST
| #   | 제목                         | 작사                       | 작곡         | 가수         | 재생 시간 |
| --- | ---------------------------- | -------------------------- | ------------ | ------------ | --------- |
| 1.  | 〈Ireland Title〉            |                            | 박호준       |              |           |
| 2.  | 〈허락되지 않은 사랑〉       | 지완이                     | 신인수       | 이현우       |           |
| 3.  | 〈그대로 있어주면 돼〉       | 박정인                     | 신동우       | 김장훈       |           |
| 4.  | 〈Dream〉                    | 정이                       | 김한년       | 최진영       |           |
| 5.  | 〈떠나보내며〉               | 유경옥                     | 유경옥       | 장윤진       |           |
| 6.  | 〈내가 아니라도〉            | 서영아                     | 강민국       | 마현권       |           |
| 7.  | 〈그대로 있어주면 돼〉       | 박정인                     | 신동우       | 장필순       |           |
| 8.  | 〈Danny Boy〉                | Gene Lees                  | 아일랜드민요 | 이현우       |           |
| 9.  | 〈이젠〉                     | 유경옥                     | 유경옥       | 박보람       |           |
| 10. | 〈나만의 기억〉              | 지완이                     | 박호준       | 김연우       |           |
| 11. | 〈Danny Boy〉                | Frederick Edward Weatherly | 아일랜드민요 | Lynda Cullen |           |
| 12. | 〈Danny Boy〉                | Frederick Edward Weatherly | 아일랜드민요 | 김영우       |           |
| 13. | 〈서쪽하늘에〉               |                            |              | 두번째 달    |           |
| 14. | 〈Ag Damhsa Leis An Ghaoth〉 |                            | 김현보       |              |           |
| 15. | 〈Danny Boy〉                | Frederick Edward Weatherly | 아일랜드민요 | 박호준       |           |

## 수상 경력
- 2004년 MBC 연기대상 네티즌 선정 여자인기상 이나영
- 2004년 MBC 연기대상 남자 신인상 현빈
- 2004년 MBC 연기대상 여자 신인상 김민정
- 2005년 제41회 백상예술대상 TV부문 신인연출상 김진만

## 관련 기사
- 마니아 형성하는 MBC '아일랜드', 한겨레, 김진철 기자, 2004.09.13
- 외로운 '섬'에서 나부끼다, 한겨레, 피소현 기자, 2004.09.22
- MBC 드라마 '아일랜드', 그들만의 섬인가, 연합뉴스, 강종훈 기자, 2004.10.02
- 강명석의 TV홀릭: MBC드라마 '아일랜드', 한국일보, 강명석 문화평론가, 2004.10.04
- <TV를 말한다> '전형을 깨는 신선함'에 격려를, 문화일보, 양성희기자, 2004.10.05
- MBC 드라마 '아일랜드'…생의 모순에 던진 연민의 시선, 국민일보, 김남중 기자, 2004.10.20
- 아일랜드, 흥행 대신 '알랜폐인' 얻었다, 헤럴드 프리미엄 뉴스, 홍성원 기자, 2004.10.22
- 종영한 '아일랜드'가 우리에게 남긴 것, 조이뉴스24, 배영은 기자, 2004.10.22
- '아일랜드'가 던진 작은 교훈, 한겨레, 김진철 기자, 2004.10.25
- 현빈, 소년의 눈을 가진 강인한 보디가드, 스타뉴스, 성형외과 전문의 천지훈의 '스타매력탐구', 2004.10.24
- 김민정, 소녀의 순수함에서 깨어난 여인의 향기, 스타뉴스, 성형외과 전문의 천지훈의 '스타매력탐구', 2004.10.31

## 동시간대 드라마
KBS 수목 미니시리즈
- 《풀하우스》 2004년 7월 14일 ~ 2004년 9월 2일
- 《두 번째 프러포즈》 2004년 9월 8일 ~ 2004년 11월 18일

SBS 수목 미니시리즈
- 《형수님은 열아홉》 2004년 7월 28일 ~ 2004년 9월 23일
- 《남자가 사랑할 때》 2004년 9월 30일 ~ 2004년 11월 18일

## 동일 소재 드라마
KBS 월화 미니시리즈
- 《미안하다, 사랑한다》 - 해외 입양 문제를 모티브로 하는 휴먼 멜로 드라마